# Ginástica nos Jogos Pan-Americanos Júnior de 2025
As competições de ginástica nos Jogos Pan-Americanos Júnior de 2025 em Assunção, Paraguai, foram programadas para serem realizadas de 11 a 22 de agosto de 2025.

## Quadro de medalhas
| Pos.               | País               | Ouro | Prata | Bronze | Total |
| ------------------ | ------------------ | ---- | ----- | ------ | ----- |
| 1                  | USA Estados Unidos | 8    | 6     | 3      | 17    |
| 2                  | MEX México         | 3    | 2     | 3      | 8     |
| 3                  | BRA Brasil         | 1    | 2     | 5      | 8     |
| 4                  | CAN Canadá         | 1    | 1     | 0      | 2     |
| 5                  | COL Colômbia       | 0    | 2     | 1      | 3     |
| 6                  | ARG Argentina      | 0    | 0     | 1      | 1     |
| Total (6 entradas) | Total (6 entradas) | 13   | 13    | 13     | 39    |

## Medalhistas

### Ginástica artística

#### Masculino
| Evento           | Ouro                                                                       | Prata                                                                | Bronze                                                                      |
| ---------------- | -------------------------------------------------------------------------- | -------------------------------------------------------------------- | --------------------------------------------------------------------------- |
| Equipes          | Estados Unidos (USA) Dominick D’alessandro Jason Hao Nixon J William Bogue | Colômbia (COL) Keynher Camilo Jorman Andres Matias Lopez Thomas Edén | México (MEX) Aaron Francisco Gael Rolando Lorenzo Rafael Juan Pablo Riveira |
| Individual geral |                                                                            | Brasil (BRA) Pedro Henrique Silvestre                                |                                                                             |
| Solo             |                                                                            |                                                                      |                                                                             |
| Cavalo com alças |                                                                            |                                                                      |                                                                             |
| Argolas          |                                                                            |                                                                      |                                                                             |
| Salto            |                                                                            |                                                                      |                                                                             |
| Barras paralelas |                                                                            |                                                                      |                                                                             |
| Barra fixa       |                                                                            |                                                                      |                                                                             |

#### Feminino
| Evento              | Ouro | Prata | Bronze |
| ------------------- | ---- | ----- | ------ |
| Equipes             |      |       |        |
| Individual geral    |      |       |        |
| Salto               |      |       |        |
| Barras assimétricas |      |       |        |
| Trave               |      |       |        |
| Solo                |      |       |        |

### Ginástica rítmica

#### Individual
| Evento           | Ouro                                   | Prata                                  | Bronze                                 |
| ---------------- | -------------------------------------- | -------------------------------------- | -------------------------------------- |
| Individual geral | Estados Unidos (USA) Natalie Angelique | Estados Unidos (USA) Anna Filipp       | Brasil (BRA) Sarah Mourão              |
| Arco             | Estados Unidos (USA) Natalie Angelique | Estados Unidos (USA) Anna Filipp       | México (MEX) Marijose Delgado          |
| Bola             | México (MEX) Ana Luísa Habib           | Estados Unidos (USA) Natalie Angelique | Brasil (BRA) Sarah Mourão              |
| Maças            | Estados Unidos (USA) Anna Filipp       | Brasil (BRA) Sarah Mourão              | Estados Unidos (USA) Natalie Angelique |
| Fita             | Estados Unidos (USA) Anna Filipp       | Brasil (BRA) Sarah Mourão              | Estados Unidos (USA) Natalie Angelique |

#### Grupos
| Evento  | Ouro                                                                                              | Prata                                                                                         | Bronze                                                                                            |
| ------- | ------------------------------------------------------------------------------------------------- | --------------------------------------------------------------------------------------------- | ------------------------------------------------------------------------------------------------- |
| Geral   | México (MEX) Martha Ruiz Ana Carolina Martinez Jaydi Camila Fernanda Ramirez Barbara Gabriela     | Estados Unidos (USA) Alana Kinue Leyla T Nina Chiara Sasha Aliyana Ziahayana Khan             | Brasil (BRA) Andriely Leticia Amanda Silvares Alice Neves de Medeiros Maria Luiza Lima Julia Anny |
| 5 bolas | Brasil (BRA) Andriely Leticia Amanda Silvares Alice Neves de Medeiros Maria Luiza Lima Julia Anny | México (MEX) Martha Ruiz Ana Carolina Martinez Jaydi Camila Fernanda Ramirez Barbara Gabriela | Estados Unidos (USA) Alana Kinue Leyla T Nina Chiara Sasha Aliyana Ziahayana Khan                 |
| 5 fitas | México (MEX) Martha Ruiz Ana Carolina Martinez Jaydi Camila Fernanda Ramirez Barbara Gabriela     | Estados Unidos (USA) Alana Kinue Leyla T Nina Chiara Sasha Aliyana Ziahayana Khan             | Brasil (BRA) Andriely Leticia Amanda Silvares Alice Neves de Medeiros Maria Luiza Lima Julia Anny |

### Trampolim
| Evento                 | Ouro                                                    | Prata                                                   | Bronze                                           |
| ---------------------- | ------------------------------------------------------- | ------------------------------------------------------- | ------------------------------------------------ |
| Individual masculino   | Estados Unidos (USA) Ryan Scott Maccagnan               | México (MEX) Donovan Johar                              | Colômbia (COL) Manuel Osorio                     |
| Masculino sincronizado | Estados Unidos (USA) Taj Rodríguez Ryan Scott Maccagnan | Canadá (CAN) Étienne Cloutier Cody Michael              | Argentina (ARG) Tomas Santino Tobías Maximiliano |
| Individual feminino    | Estados Unidos (USA) Kennedi Lura-ann                   | Colômbia (COL) Nicole López                             | Brasil (BRA) Maria Luiza Sales                   |
| Feminino sincronizado  | Canadá (CAN) Rielle Elizabeth Mélina Corriveau          | Estados Unidos (USA) Logan Mia Rimassa Kennedi Lura-ann | México (MEX) Veronica Sarai Aixa Narumi          |